# هارييت هاموند
هارييت هاموند (بالإنجليزية: Harriet Hammond)‏ هي ممثلة أمريكية، ولدت في 20 أكتوبر 1899 في الولايات المتحدة، وتوفيت بنفس المكان في 23 سبتمبر 1991.

## وصلات خارجية
- هارييت هاموند على موقع IMDb (الإنجليزية)
- هارييت هاموند على موقع قاعدة بيانات الفيلم (الإنجليزية)